# Свети Никола (Щръбце)
„Свети Никола“ (на сръбски: Црква Св. Николе) е възрожденска православна църква в косовското селище Щръбце. Част е от Рашко-Призренската епархия на Сръбската православна църква. В 1997 година църквата обявена за паметник на културата.

## История
Според препис на унищожения днес ктиторски надпис се знае, че храмът е иззидан и изографисан в 1576/1577 година с приноса на много местни жители. Това е първата църква от здрав материал на селото, споменато в турския дефтер от 1455 година с 65 къщи. След ремонта през XIX век остават само част от апсидата и северната стена, които показват качествена зидария с дялан камък. Отвън олтарната апсида е петостранна.
Само една фигура на дякон в северната част на олтара и няколко фрагмента от зоната на цокъла свидетелстват за високото качество на оригиналните стенописи. При основен ремонт западната стена е съборена, за да се разшири църквата, а останалите стени са значително повдигнати и засводени. Тогава църквата получава и камбанария.
Вероятно иконите за обновената църква са на зограф Евгений Попкузманов от Галичник, който през 1888 година прави иконостаса за новата църква „Успение Богородично“ в Готовуша.